# Fletcher Stockdale

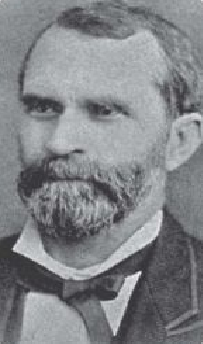
Fletcher Stockdale

Fletcher Summerfield Stockdale (* 1823 oder 1825 in Russellville, Kentucky; † 4. Februar 1890 in Cuero, Texas, beigesetzt in Russellville) war ein US-amerikanischer Jurist, Eisenbahnbeamter, Politiker, er war der 11. Gouverneur von Texas.
Stockdale wurde als eines von acht Kindern von Thomas Ward und Laurinda Stockdale in Russellville geboren. Nach seinem Jura-Studium und der Zulassung als Anwalt in Kentucky ging er 1846 nach Texas, wo er sich in Anderson, im Grimes County, niederließ und eine Anwaltskanzlei eröffnete. Wenige Jahre später zog er nach Indianola im Calhoun County in Texas. 1857 heiratete er Elizabeth Pryor Bankhead Lytle und im selben Jahr wurde er Abgeordneter für den  26. Distrikt im Staatssenat bis 1861.  Politisch war er Mitglied der Demokratischen Partei. Im Jahr 1861 war er Delegierter auf der Versammlung die den Austritt des Staates Texas aus der Union beschloss. Er war auch einer der Unterzeichner der Austrittserklärung. Zwischen 1863 und 1865 war er Vizegouverneur von Texas.  Nach der Flucht von Gouverneur Pendleton Murrah vor den Unionstruppen wurde Stockdale Ende Mai bis zum 19. Juni 1865 Gouverneur von Texas. Sein Nachfolger wurde Andrew J. Hamilton als provisorischer Gouverneur.
Nach seinem kurzen Vorstoß in die Politik ging er zurück nach Indianola und führte zunächst seine Anwaltspraxis weiter. Gleichzeitig entwickelte er ein Fahrzeug zum längeren Transport von tiefgefrorenem Fleisch. Ein Jahr später wurde er Präsident der Indianola Railroad. 1868 ging er in die Politik zurück und wurde wieder Mitglied des Staatssenat und Mitglied mehrerer staatlichen Komitees.
Stockdales erste Frau starb am 17. April 1865. Zwölf Jahre später heiratete er in Washington, D.C. Elizabeth Schleicher, die 17-jährige Tochter seines Freundes und politisch Gleichgesinnten in Texas, Gustav Schleicher.
1965 wurde ihm zu Ehren in Stockdale, das nach ihm benannt worden war, ein Denkmal errichtet.